# Odprto prvenstvo Anglije 1994
Odprto prvenstvo Anglije 1994 je teniški turnir za Grand Slam, ki je med 20. junijem in 3. julijem 1994 potekal v Londonu.

## Moški posamično
Pete Sampras :  Goran Ivanišević 7-6(7-2) 7-6(7-5) 6-0

## Ženske posamično
Conchita Martínez :  Martina Navratilova 6-4 3-6 6-3

## Moške dvojice
Todd Woodbridge /  Mark Woodforde :  Grant Connell /  Patrick Galbraith  7-6(7-3) 6-3 6-1

## Ženske dvojice
Gigi Fernández /  Natalija Zverjeva :  Jana Novotná /  Arantxa Sánchez Vicario 6-4 6-1

## Mešane dvojice
Todd Woodbridge /  Helena Suková :  T.J. Middleton /  Lori McNeil 3-6 7-5 6-3